# Гней Доміцій Кальвін (консул 332 року до н. е.)
Гней Доміцій Кальвін (близько 370—328/327 рр. до н. е.) — політичний, державний і військовий діяч Римської республіки, консул 332 року до н. е.

## Життєпис
Походив з роду нобілів Доміціїв. Син Гнея Доміція.
У 332 році до н. е. його було обрано консулом разом з Авлом Корнелієм Коссом Арвіною. За час своєї каденції укладає мирну угоду з Олександром I, царем Епіру. Слідом виникла загроза з боку галлів. Тому за рішенням сенату консули обрати диктатора. Ним став Марк Папірій Красс. Подальша доля Гнея Доміція Кальвіна невідома.

## Родина
Діти:
- Гней Доміцій Кальвін Максим, консул 283 року до н. е.